# Irene Molina Vega
Irene Molina Vega, född 28 oktober 1957 i Chile, är professor i kulturgeografi vid Institutet för bostads- och urbanforskning på Uppsala universitet sedan december 2011. Hon undervisar på deltid på grundutbildningsnivå och avancerad nivå, samt är doktorandhandledare. Mellan 2017 och 2021 var Irene Molina vetenskaplig ledare vid Centrum för mångvetenskaplig forskning om rasism vid Uppsala universitet.

## Biografi
Irene Molina Vega är född i Chile och kom till Sverige som flykting 1986 och började på Svenska för invandrare (SFI). Under SFI-undervisningen diskuterades det ofta om huruvida man hade fått uppehållstillstånd eller avslag på densamma och bostaden, vilken var den största frågan. Under dessa samtal kom segregationsdiskussionerna upp och hur svårt det var att få bostad som invandrare, något som kommit att prägla Molinas forskning framöver.

### Arbetsliv

#### Forskningsintressen
De forskningsområden som engagerar Molina är de konstruktioner som skapar social ojämlikhet och orättvisa i rummet och de intersektionella relationerna mellan dessa. Hon menar sig försöka förklara de förtryckande mekanismerna bakom rasism, sexism och klassism i ett intersektionellt perspektiv inom ramen för den kapitalistiska världsordningen. I detta studerar hon även hur rasregelsystem konstrueras och hur dessa är ett resultat av den materiella process som rasismen utgör.

#### Forskningsprojekt
Sedan 2011 är Molina projektledare för det Formas-finansierade forskningsprojektet En planering för segregation? Social och etnisk separatism i den svenska staden, och har tillsammans med Aina Tollefsen (projektledare) vid Umeå universitet, Aida Aragao-Lagergren vid Uppsala universitet och Diana Mulinari vid Lunds universitet fått anslag för projektet Those left behind – Female migration and the transnational family in Latin America, finansierat av Sida/Sarec. Båda projekten har en löptid till 2013.
Irene Molina har gjort uppemot 70 akademiska publikationer inom akademin och åt myndigheter.

#### Intervjuer om utmaningarna i miljonprogramsområdena
Irene Molina har i egenskap av professor vid Institutet för bostads- och urbanforskning vid Uppsala universitet flera gånger intervjuats i Sveriges Radio angående förorterna som byggdes inom ramen för Miljonprogrammet, om dess historia och bakgrund – hur hela samhället mobiliserades för bygget och att i princip varenda samhällssektor var inblandat. Hon menar att det idag också behövs samling för att åtgärda problemen som finns i miljonprogramsområdena.
I en intervju om renovering av Rikshems lägenheter i Gränby framförde Molina att det var frågan om en normal renovering som alla fastigheter måste gå igenom förr eller senare och att en sådan renovering leder till att personer måste flytta på grund av hyreshöjningar till mindre lägenheter är ur ett socialt perspektiv inte en bra modell på renovering. Hon menar att den typen modell leder till ökad segregation. Molina har framför att utvecklingen med högre hyror fick sin början på 1990-talet när räntesubventioner för bostadsbyggande avskaffades och att mindre statlig inblandning i bostadspolitiken lett till minskat inflytande för hyresgästerna vilket skapat ett demokratiproblem.
I ett samtal i Sveriges radio diskuterades 25 februari 2016 en lokal satsning från Räddningstjänsten Syds sida för att få stopp på attackerna mot dem genom att skolungdomar med hög skolfrånvaro får träffa lokala brandmän med mera i Rosengård. Irene Molina uttryckte under samtalet att satsningen var bra men att den inte räcker då områdena har problem med att staten är helt frånvarande i övrigt och en långvarig situation av segregation, rasifiering och diskriminering. På frågan vad hon anser behöver göras anger hon att strukturell diskriminering bottnad i rasism och frånvaron av välfärden och därmed segregerats än mer med ökad fattigdom och sämre skolor. Områdena präglas av arbetslöshet, hopplöshet, slitna lägenheter och trångboddhet. Hon ser en fara med specifikt riktade projekt av detta slag som en stämpel som leder till ytterligare stigmatisering av ungdomarna i Rosengård och understryker att det inte är alla ungdomar i eller bara från Rosengård som attackerar räddningstjänsten, och pekar på att stenkastning pågått i många andra miljonprogramsområden som kännetecknas av samma problematik.

### Föreningsengagemang
År 2015-2017 satt hon i styrelsen för Antirasistiska Akademin.

### Samhällsdebattör
År 2013 framförde Molina kritik i ett debattinlägg publicerat av SVT mot hur bostadsområden uppbyggda under miljonprogrammet beskrivs "ofta numera av journalister som feodala, patriarkala, gammaldags, omoderna, traditionella platser. De liknas mer gärna med platser långt borta – fjärran länder, mellanöstern, djungeln – än med svenska bostadsområden. Bilden av osvenskhet och otidsenlighet gör människor och områden till De Andra." Hon riktade även kritik mot kategoriseringen av områdena som "förorter", "miljonprogramsområden", "utsatta stadsdelar", "invandrartäta områden" och "utanförskapsområden" som gör platserna till icke-vanliga, icke-svenska, icke-normala. Hon framförde även kritik mot polisens agerande i Husbykravallerna och kallade åtgärder för att öka polisens närvaro genom kravallpoliser och specialstyrkor i bostadsområden för "militarisering av förorten". Hon anförde att man med stöd i svensk och internationell forskning behöver studera hur denna typ av närvaro påverkar händelseförlopp.